# اس-بان هامبورگ
اس-بان هامبورگ  (انگلیسی: Hamburg S-Bahn) شبکه راه‌آهن حومه شهر هامبورگ، آلمان است.
این راه‌آهن که در سال ۱۹۰۷ تأسیس شده دارای ۶ خط، ۶۸ ایستگاه و ۱۴۷ کیلومتر طول است.

## نگارخانه

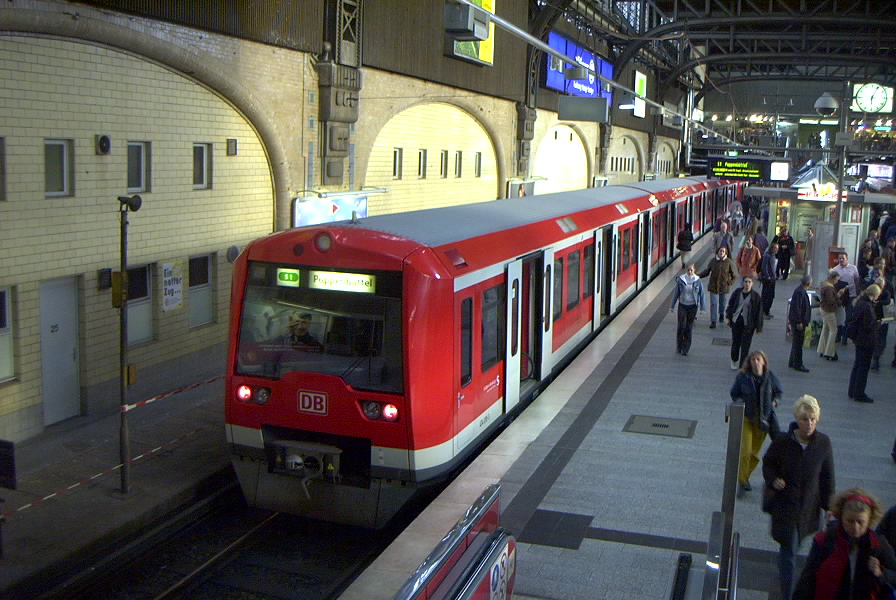
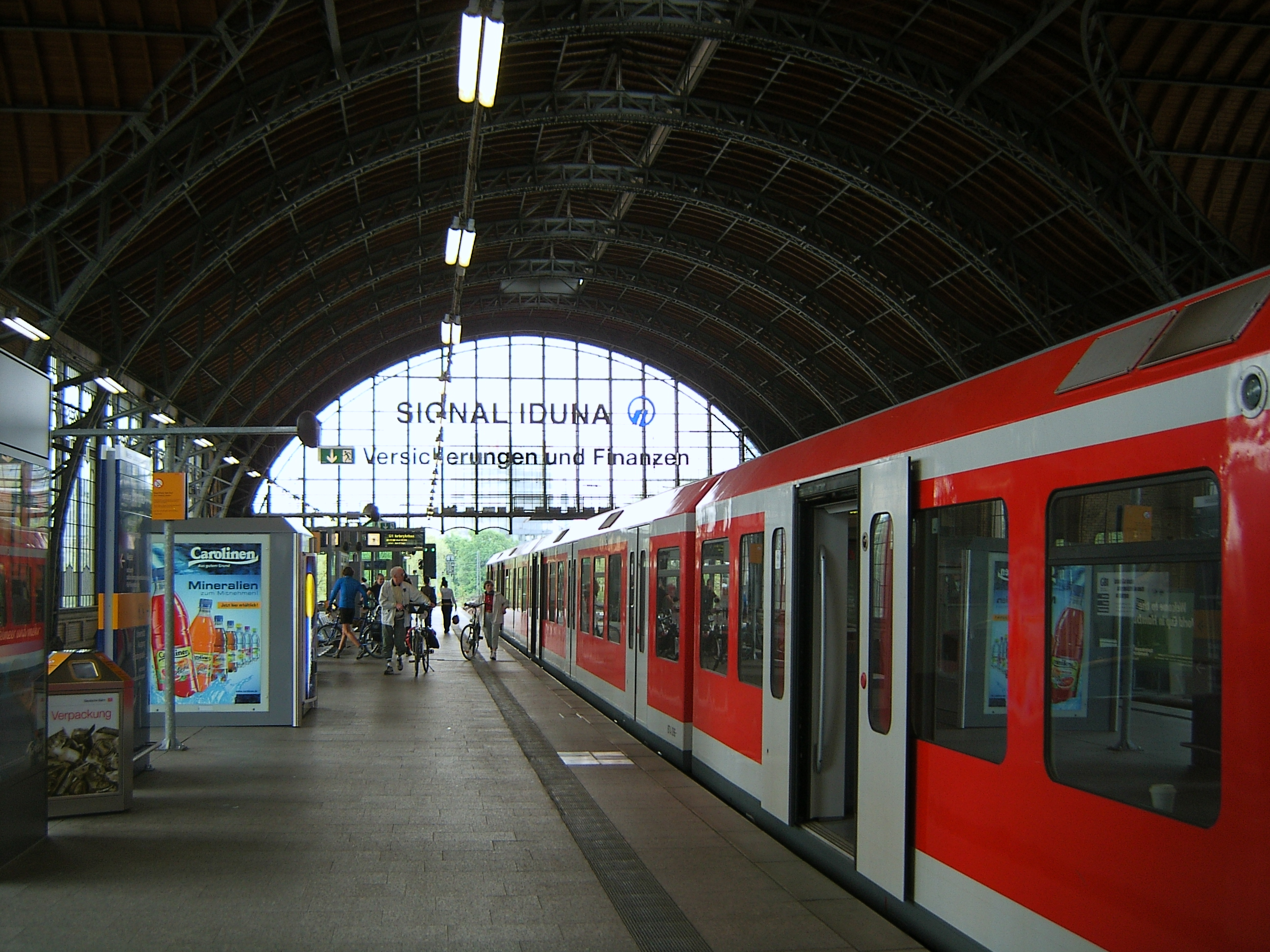
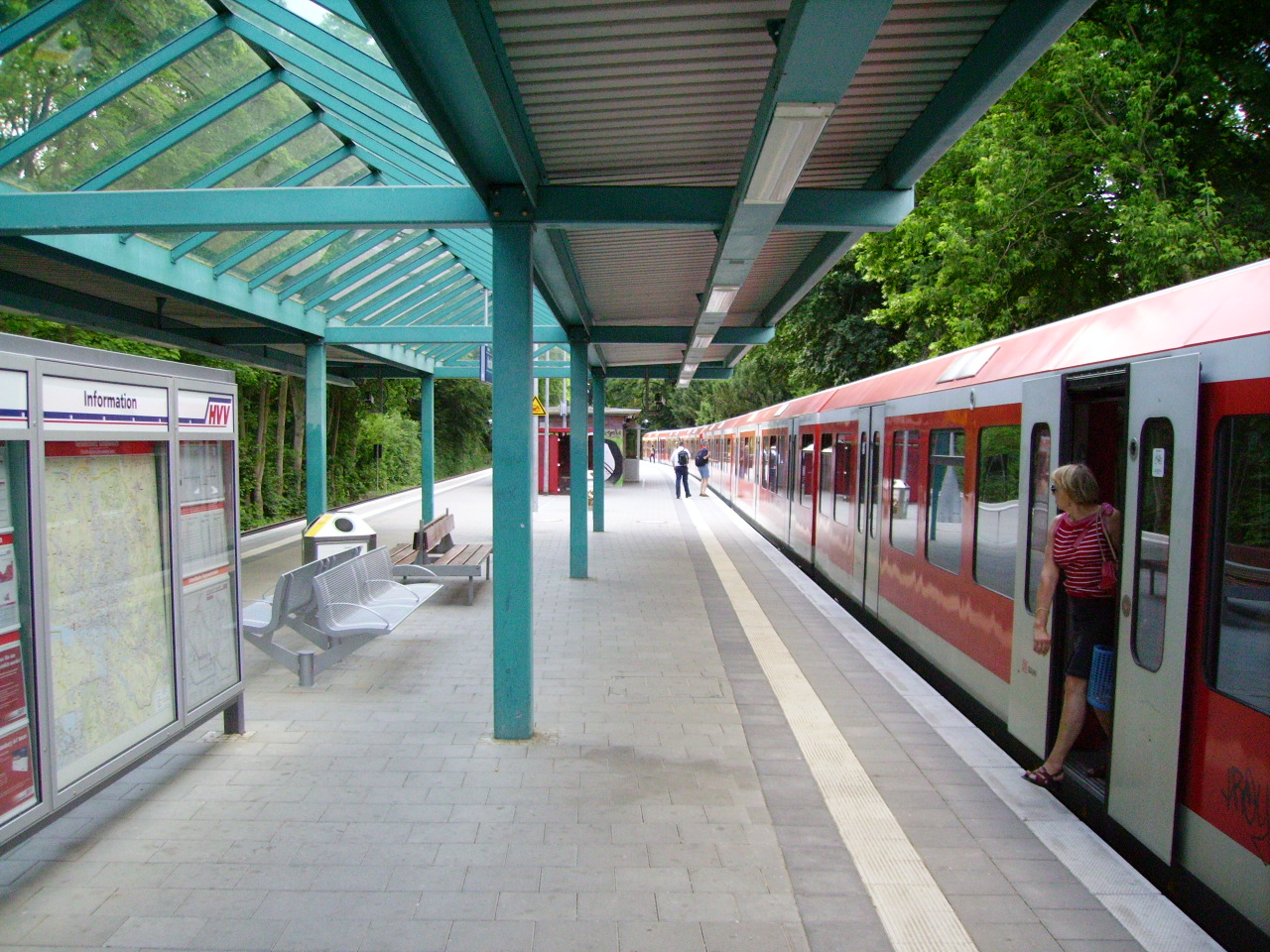
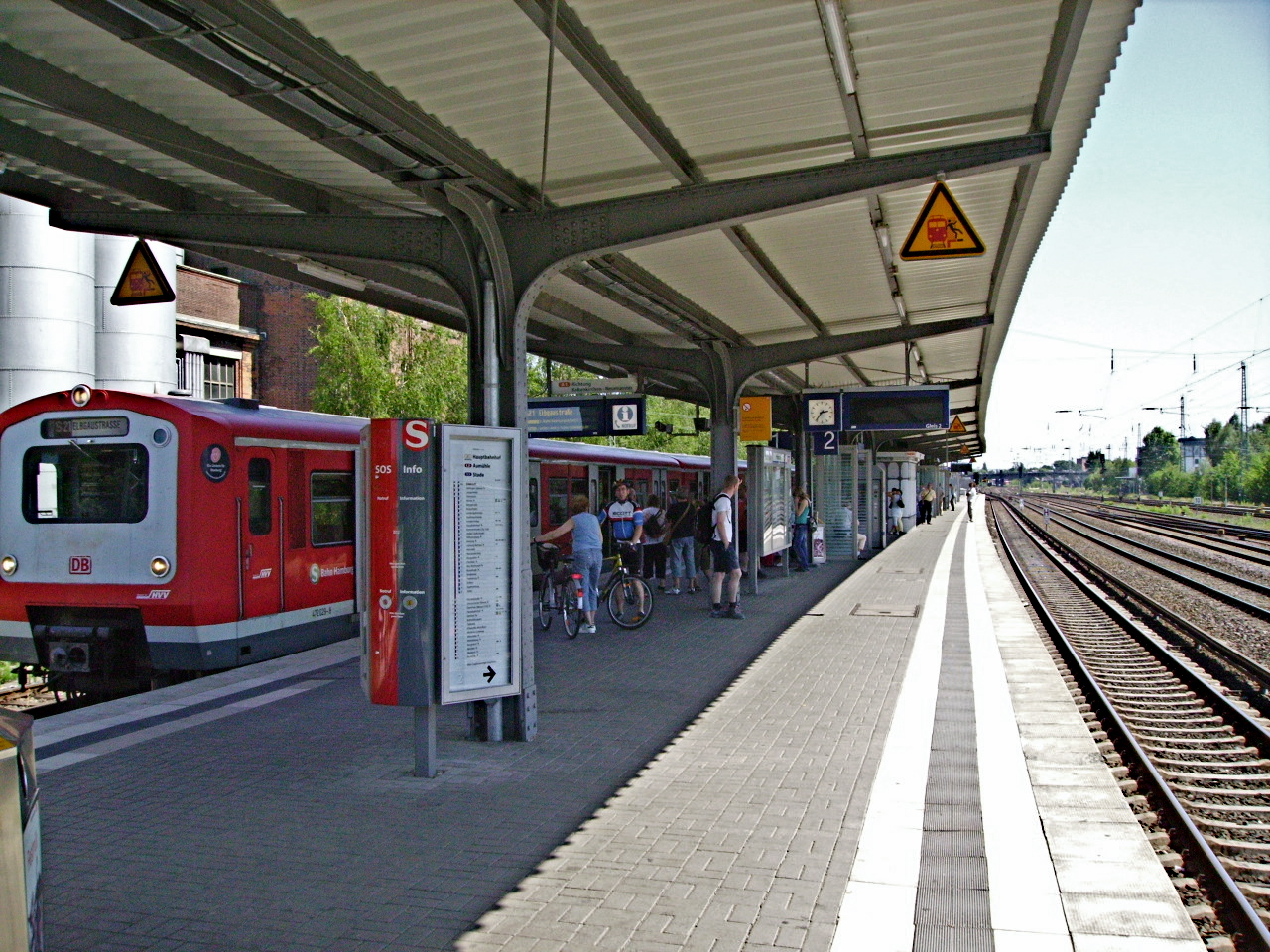